# Elatostema oligophlebium
Elatostema oligophlebium är en nässelväxtart som beskrevs av W.T.Wang, Y.G.Wei och L.F.Fu. Elatostema oligophlebium ingår i släktet Elatostema och familjen nässelväxter. Inga underarter finns listade i Catalogue of Life.